# Philharmostes disparilis
Philharmostes disparilis is een keversoort uit de familie Hybosoridae. De wetenschappelijke naam van de soort is voor het eerst geldig gepubliceerd in 1948 door Hesse.